# Jenő Buzánszky
Jenő Buzánszky (Dombóvár, 4 mei 1925 – Esztergom, 11 januari 2015) was een Hongaars voetballer.

## Carrière
Buzánszky begon zijn carrière in 1946 bij Pécsi VSK. Een jaar later werd hij getransfereerd naar de toenmalige Hongaarse topclub Dorogi FC. Hij zou er 13 seizoenen voetballen.
In 1950 werd hij Hongaars international. Hij kwam terecht in het vedettenteam dat de Magische Magyaren werd genoemd, waar hij speelde met wereldsterren als Ferenc Puskás en Sándor Kocsis. Buzánszky speelde 56 interlands voor Hongarije.
Na de dood van Gyula Grosics in 2014 was hij de laatste overlevende van de ploeg die in 1952 goud won op de Olympische Zomerspelen 1952 en tevens de laatste overlevende van de Magische Magyaren.
Buzánszky overleed begin 2015 op 89-jarige leeftijd.